# Districtul Dunaújváros
Dunaújváros (în maghiară Dunaújvárosi járás) este un district în județul Fejér, Ungaria.
Districtul are o suprafață de 650,05 km2 și o populație de 91.854 locuitori (2013).